# Jacob Herschel
Heinrich Anton Jacob Herschel (* 17. oder 21. November 1734 in Hannover; † 1792) war ein Hannoveraner Konzertmusikmeister.

## Leben
Jacob war das zweite der zehn Kinder von Anna Ilse, geb. Moritzen, (* 1712/13 in Neustadt/Rbg.; ⚭ 1732; † 19. November 1789) und Isaac Herschel (* 14. Januar 1707 in Hohenziatz bei Magdeburg). Im März 1756 segelte Jacob mit dem Orchester seines Vaters nach England und kehrte zum Ende des Jahres zurück. Infolge der Schlacht bei Hastenbeck im Juli 1757 versteckte er sich, traf in Hamburg seinen Bruder Wilhelm und begleitete ihn wieder nach England. 1779, nachdem in der hannöverschen Heimat Frieden eingekehrt war, kehrte er zurück und fand einen Posten am Hof-Orchester. Nach dem Tod seines Vaters wurde Jacob das Oberhaupt der Familie. Zum Ende oder am 23. des Juni 1792 wurde er, als Vize-Konzertmeister, im Feld erwürgt aufgefunden.
Wilhelm und Caroline Herschel waren seine Geschwister. Seine Brüder Johann Alexander (1745–1821) und Dietrich (1755–1827) waren als Violinisten ebenfalls Hofmusiker.

## Belege
1. ↑  Dirk Böttcher, Klaus Mlynek, Waldemar R. Röhrbein, Hugo Thielen: Hannoversches biographisches Lexikon: von den Anfängen bis in die Gegenwart. Schlütersche, Hannover, 2002, ISBN 978-3-87706-706-2, S. 166.
2. ↑  Arndt Latusseck, Michael Hoskin: The Murder of Jacob Herschel. In: Journal for the History of Astronomy. 34/2, Nr. 115, 2003, S. 233–234, abgerufen am 16. März 2025 (englisch).
3. ↑  Michael Hoskin: Discoverers of the Universe: William and Caroline Herschel. Princeton University Press, Princeton, 2011, ISBN 978-1-4008-3812-7, S. XIV.

| Personendaten    | Personendaten                                       |
| ---------------- | --------------------------------------------------- |
| NAME             | Herschel, Jacob                                     |
| ALTERNATIVNAMEN  | Herschel, Heinrich Anton Jacob (vollständiger Name) |
| KURZBESCHREIBUNG | Konzertmusikmeister                                 |
| GEBURTSDATUM     | 17. November 1734 oder 21. November 1734            |
| GEBURTSORT       | Hannover                                            |
| STERBEDATUM      | 1792                                                |